# Sorex camtschaticus
Sorex camtschaticus is een zoogdier uit de familie der spitsmuizen (Soricidae). De wetenschappelijke naam van de soort werd voor het eerst geldig gepubliceerd door Boris Joedin in 1972.

## Voorkomen
De soort komt voor in het Russische Verre Oosten. Zijn verspreidingsgebied strekt zich uit over Kamtsjatka en de noordkust van de Zee van Ochotsk. De westgrens van zijn areaal ligt ter hoogte van Magadan en de noordgrens ter hoogte van het stroomgebied van de rivier Omolon. De soort leeft in bosschages langs rivieroevers.